# John Henry Heuland
John Henry Heuland (* 21. März 1778 in Bayreuth, Fürstentum Bayreuth; † 16. November 1856 in Hastings, East Sussex) war ein englischer Mineraloge und Mineralienhändler mit deutschen Wurzeln.

## Leben
John Henry Heuland wurde als Johann Heinrich Heuland 1778 in Bayreuth geboren. Sein Onkel war der preußische Mineraloge Jacob Forster und über diesen war Heuland mit den Naturwissenschaftlern Johann Reinhold und Georg Forster verwandt.
Seine Geschäftsreisen – unter anderem für Erze und Mineralien – führten Heuland nach Lissabon und Madrid ebenso wie nach Stockholm und Sankt Petersburg. 1806 übernahm Heuland die europaweit bekannte Mineraliensammlung seines Onkels Jacob Forster, welche dieser zwischen 1766 und 1806 zusammengetragen hatte. Der Naturwissenschaftler Jean-Baptiste Romé de L’Isle hatte über die Jahre mehrere Verkaufskataloge für Jacob Forster verfasst, welche dann später für den französischen Arzt Armand Lévy die Basis bildeten, als er Heulands Sammlung katalogisierte.
Heuland starb am 16. November 1856 in Hastings und fand dort auch seine letzte Ruhestätte. Seine Mineraliensammlung erbte das Natural History Museum in London und stellt sie bis heute dort aus.

## Ehrungen
- Das Mineral Heulandit benannte Henry James Brooke anlässlich der Erstbeschreibung nach John Henry Heuland.
- Der Geologe George Bellas Greenough[1] berief Heuland zum Fellow der Geological Society of London.